# Carlos Vaz (escritor guineense)
Carlos Vaz (Bissau, 1954) é um escritor, professor, dramaturgo, actor e encenador guineense, sendo um dos pioneiros da dramaturgia moderna da Guiné-Bissau.

## Biografia
Carlos Vaz nasceu em 1954 em Bissau, onde passou a infância e adolescência e fez a instrução primária e iniciou o ensino secundário, que viria a continuar e conluir em Portugal, em Coimbra e Lisboa.
Foi bolseiro dos Serviços Sociais da Universidade de Lisboa e da Fundação Calouste Gulbenkian, licenciando-se em teatro, ramo de actores, pela Escola Superior de Teatro e Cinema de Lisboa. Fez uma pós-graduação em civilizações e culturas africanas na Universidade Nova de Lisboa, e o curso intensivo de cinema na Escola Arco, também em Lisboa.
Após o golpe de estado de 14 de Novembro de 1980 passou a Cabo Verde, onde casou duas vezes. Naquele país foi jornalista e realizador da Radiotelevisão Caboverdiana, e um dos fundadores da Televisão Experimental de Cabo Verde, sob a liderança de Corsino Fortes. Aí escreveu e encenou "Nas Asas Poéticas de Jorge Barbosa", dramatização de poemas de Jorge Barbosa, levada à cena no emblemático Salão Nobre da Assembleia Nacional Popular. Enquanto bolseiro do governo cabo-verdiano estudou jornalismo de televisão no Centro de Formação da Rádio e Televisão de Portugal, e mais tarde realização e jornalismo no CESTI – Universidade de Dakar, leccionando no do Magistério Primário da Praia.
Na Guiné-Bissau foi realizador da Televisão da Guiné-Bissau, e jornalista da RDN.
Na política da Guiné-Bissau exerceu vários cargos estatais, entre os quais director de Artes e Cena, assessor técnico da Direcção-Geral da Televisão da Guiné-Bissau, presidente do Instituto Nacional de Cinema da Guiné-Bissau e conselheiro para Informação e Comunicação do Gabinete do Primeiro-Ministro da Guiné-Bissau, Domingos Simões Pereira.
Foi ainda professor no Liceu Nacional da Amadora, em Portugal, da Universidade de Gotemburgo, na Suécia, e da Universidade Amílcar Cabral e da Universidade Lusófona da Guiné-Bissau.
É mestre em estratégias de comunicação, sendo proprietário da empresa TelecineBissau Produções.

### Carreira literária
Carlos Vaz iniciou a sua actividade literária em Novembro de 1978 com a obra "Para um Conhecimento do Teatro Africano", editada pelas edições Ulmeiro, de Lisboa. Na publicação surgia também a sua primeira peça teatral, "Fome de 47", publicada como anexo. A 25 de maio de 2018 o Instituto Camões comemorou os quarenta anos da dramaturgia na Guiné-Bissau com a representação desta peça de teatro no Camões – Centro Cultural Português em Bissau.
Durante muitos anos Carlos Vaz foi o único a escrever peças de teatro e a fazer dramaturgia moderna na Guiné-Bissau. Em 1980 fundou o Teatro Popular Guineense, que ainda existia em 1997, tendo sido a primeira tentativa de organizar uma companhia de teatro no país, operando numa sala alugada no centro de Bissau. Escreveu várias peças de teatro, entre elas "Nô odja-dja manga di cussa nê mundo"; "Si cussa muri cussa cu matal"; "Sufridur ca ta padi fidalgu"; "Tempu ca tem di pera tchuba"; "Sibi tene fugu"; "Sociedadi de cacri na Cabás"; e "Amor, sexo e Sida: Haverá um culpado?".
A 31 de Julho de 2018 apresentou no Centro Cultural Português em Bissau o livro de poemas "Escritos no Silêncio", reflectindo a realidade social e política da Guiné-Bissau, em particular no período do partido único, numa visão bastante crítica desse período da história política do país. O livro foi prefaciado pelo historiador Leopoldo Amado.
Realizou ainda vários documentários e uma curta-ficção.
Foi membro da FAPIR – Frente Popular dos Artistas, Intelectuais e Revolucionários, em Portugal, e cofundador da UNAE, na Guiné-Bissau, e da revista Tcholona, a primeira revista de artes e letras da Guiné-Bissau. É membro da Associação Guineense de Escritores.